# Hans Itschert
Hans Itschert (* 25. Mai 1925 in Saarbrücken; † 4. November 2014 in Saarbrücken) war ein deutscher Amerikanist und Hochschullehrer.

## Leben und Wirken
Nach seiner Reifeprüfung am Ludwigsgymnasium Saarbrücken studierte Hans Itschert Anglistik, Germanistik, Geschichte und Volkskunde sowie Theaterwissenschaft an den Universitäten Heidelberg und Mainz. 1950 promovierte er an der Universität Mainz über „Die Warwickfigur in Shakespeares 'König Heinrich VI'. Zum Gestaltproblem in Shakespeares früher Historientrilogie“. An dieser Universität war Itschert dann als wissenschaftlicher Assistent tätig und habilitierte sich dort 1961. Im Jahre 1963 wurde er zunächst außerordentlicher Professor für Amerikanistik und ein Jahr später (1964) Ordinarius an der Universität des Saarlandes.

## Veröffentlichungen
- Studien zur Dramaturgie des 'Religious festival play' bei Christopher Fry (= Studien zur englischen Philologie, N.F., Bd. 1). Niemeyer, Tübingen 1963 (= Habilitationsschrift Universität Mainz).
- Amerikanische Dramaturgie – Theater als Dichtung. In: Hans Itschert (Hrsg.): Das amerikanische Drama von den Anfängen bis zur Gegenwart (= Ars interpretandi, Bd. 5). Wissenschaftliche Buchgesellschaft, Darmstadt 1972, S. 77–97, ISBN 3-534-04759-1.
- Oscar Wilde ‘The Picture of Dorian Gray’. In: Paul Goetsch (Hrsg.): Der englische Roman im 19. Jahrhundert. Interpretationen zu Ehren von Horst Oppel. Erich Schmidt Verlag, Berlin 1973, S. 273–287, ISBN 3-503-00750-4.
- The Reverend Duncan McMillan und die letzten Kapitel in Theodore Dreisers Roman 'An American tragedy'. In: Winfried Herget (Hrsg.): Theorie und Praxis des Erzählens des 19. und 20. Jahrhunderts. Studien zur englischen und amerikanischen Literatur zu Ehren von Willi Erzgräber. Narr, Tübingen 1986, S. 295–310, ISBN 3-87808-350-5.